# Distretto di Aigle
Il distretto di Aigle è un distretto del Canton Vaud, in Svizzera. Confina con i distretti di Vevey e di Pays-d'Enhaut a nord, con il Canton Berna (distretto di Saanen a est, con il Canton Vallese (distretti di Sion e di Conthey a est, di Martigny e di Saint-Maurice a sud e di Monthey a ovest). Il capoluogo è Aigle. Comprende una parte del lago di Ginevra.
Amministrativamente è diviso in 15 comuni:

## Comuni
| Comune         |
| -------------- |
| Aigle          |
| Bex            |
| Chessel        |
| Corbeyrier     |
| Gryon          |
| Lavey-Morcles  |
| Leysin         |
| Noville        |
| Ollon          |
| Ormont-Dessous |
| Ormont-Dessus  |
| Rennaz         |
| Roche          |
| Villeneuve     |
| Yvorne         |
| Totale : 15    |

### Divisioni
- 1828: Aigle → Aigle, Corbeyrier
- 1834: Noville → Noville, Rennaz

### Fusioni
- 1852: Lavey, Morcles → Lavey-Morcles